# Радек Смоленяк
Радек Смоленяк (чеськ. Radek Smoleňák; 3 грудня 1986, м. Прага, Чехія) — чеський хокеїст, лівий/правий нападник. Виступає за Медвещак (Загреб)  (КХЛ).
Вихованець хокейної школи ХК «Кладно». Виступав за «Кінгстон Фронтенакс» (ОХЛ), «Спрингфілд Фелконс» (АХЛ), «Норфолк Адміралс» (АХЛ), «Тампа-Бей Лайтнінг», «Чикаго Блекгокс», «Ебботсфорд Гіт» (АХЛ), «Спарта» (Прага), ХК «Кладно», «Ессят» (Порі), «Пеліканс» (Лахті), «Торпедо» (Нижній Новгород), ХК «Тімро», «Югра» (Ханти-Мансійськ), ТПС (Турку), МОДО (Ерншельдсвік).
В чемпіонатах НХЛ — 7 матчів (0+1). В чемпіонатах Швеції — 32 матчі (7+7), у плей-оф — 8 матчів (4+2).
У складі національної збірної Чехії учасник чемпіонату світу 2015 (6 матчів, 0+0), учасник EHT 2014 і 2015 (15 матчів, 2+0). У складі юніорської збірної Чехії учасник чемпіонату світу 2004.
Досягнення
- Срібний призер чемпіонату Фінляндії (2012)
- Бронзовий призер юніорського чемпіонату світу (2004)